# Alpenus oligosticta
Alpenus oligosticta är en fjärilsart som beskrevs av George Francis Hampson 1920. Alpenus oligosticta ingår i släktet Alpenus och familjen björnspinnare. Inga underarter finns listade i Catalogue of Life.